# Лише б не дізналися всі навколо!
«„Лише б не дізналися всі навколо!“» (італ. «Basta che non si sappia in giro») — італійська кінокомедія режисерів Луїджі Коменчіні, Нанні Лоя і Луїджі Маньї, що вийшла 26 листопада 1976 року. Кінокомедія складається з трьох новел: «Машина любові», «Непорозуміння» і «Вищий».

## Сюжет
| Ліві лапки | «Типова "італійська комедія" з досить поширеною новелістичною конструкцією. Кожна з трьох коротких історій є дивний випадок, анекдот з життя, який малює звичаї різних верств суспільства. Це можуть бути інтелектуали (перше оповідання Машина любові) і шанувальники приємно провести час разом з високооплачуваною повією за викликом (третя новела Непорозуміння). Або ж взагалі відступники, ізгої, знедолені, до яких приєднується доведений до відчаю поліціянт Енцо Лукареллі (Вищий). Краща з представлених історій — як раз ця, яка йде у фільмі другою за рахунком і створена режисером Луїджі Маньї в традиціях "гіркої комедії". У ній Ніно Манфреді знову демонструє відмінну майстерність, уникаючи натуралізму при втіленні образу зовні непривабливого героя, майже такого ж, як і одноокий Джасінто з соціальної трагікомедії „Огидні, брудні, злі“ Етторе Сколи, блискуче зіграний актором в тому ж 1976 році» — стаття Сергія Кудрявцева в книзі „3500 кінорецензій“ (1989) | Праві лапки |

## У ролях
| Моніка Вітті         | ···· | Арманда/Ліа                   |
| Джонні Дореллі       | ···· | Антоніо Борміолі              |
| Ніно Манфреді        | ···· | Енцо Лукареллі/Паоло Галліцці |
| Вітторіо Меццоджорно | ···· | Лупо                          |
| Ліно Банфі           | ···· | Директор в'язниці             |
| Іза Даніелі          | ···· | Ерсілія Лукареллі             |
| Ада Пометті          | ···· | Повія                         |

## Знімальна група
| Режисер    | ···· | Луїджі Коменчіні, Нанні Лой, Луїджі Маньї           |
| Сценарій   | ···· | Франко Кастеллано, Адженоре Інкроччі, Луїджі Маньї  |
| Продюсер   | ···· | Ренато Джабоні                                      |
| Оператор   | ···· | Луїджі Квейлер, Клаудіо Рагона, Джузеппе Руццоліні  |
| Композитор | ···· | Армандо Тровайолі                                   |
| Художник   | ···· | Лучія Мірісола, Лучано Спадоні                      |
| Монтаж     | ···· | Ніно Баральї, Франко Фратічеллі, Руджеро Мастроянні |